# كاسيرو تورتيلي
كاسيرو تورتيلي (بالبرتغالية: Cícero Tortelli) (مواليد 16 فبراير 1967) هو سبّاح برازيلي، مثّل بلاده في الألعاب الأولمبية الصيفية 1988.

## روابط خارجية
كاسيرو تورتيلي على موقع الاتحاد الدولي للسباحة (الإنجليزية)
- كاسيرو تورتيلي على موقع أوليمبيديا (الإنجليزية)